# A Dance with Dragons
A Dance with Dragons (littéralement « une danse avec les dragons ») est le cinquième livre de la saga Le Trône de fer écrite par George R. R. Martin. Le livre a été publié en version originale le 12 juillet 2011, alors que la publication de sa traduction française s'est étalée entre mars 2012 et janvier 2013. Il se concentre principalement sur les évènements se déroulant au nord du continent de Westeros et sur le continent oriental, les événements de la première moitié du roman se déroulant en même temps que ceux de A Feast for Crows alors que ceux de la deuxième moitié du roman se passent plus tard, certains cliffhangers d’A Feast for Crows trouvant leur résolution dans ce volume. 

## Publication française
L'éditeur français Pygmalion a découpé le livre original en trois parties pour sa traduction française. La traduction de la saga, assurée jusqu'ici par Jean Sola, est reprise par Patrick Marcel à partir du tome 13.
- Tome 13 : Le Bûcher d'un roi, mars 2012  (ISBN 978-2-756-40586-5)
- Tome 14 : Les Dragons de Meereen, septembre 2012  (ISBN 978-2-756-40587-2)
- Tome 15 : Une danse avec les dragons, janvier 2013  (ISBN 978-2-756-40676-3)

Ces trois tomes ont ensuite été publiés en format poche par l'éditeur J'ai lu :
- Tome 13 : Le Bûcher d'un roi, septembre 2013  (ISBN 978-2-290-07113-7)
- Tome 14 : Les Dragons de Meereen, novembre 2014  (ISBN 978-2-290-09887-5)
- Tome 15 : Une danse avec les dragons, mars 2015  (ISBN 978-2-290-10698-3)

Les trois tomes ont ensuite été réunis en un seul volume intitulé Le Trône de fer, l'intégrale 5 pour correspondre au format d'origine :
- Pygmalion, novembre 2014  (ISBN 978-2-756-41593-2)
- J'ai lu, avril 2015  (ISBN 978-2-290-10709-6)

## Résumé
Au nord du continent de Westeros, Stannis Baratheon a pris ses quartiers à Châteaunoir et cherche le soutien de la Garde de Nuit, désormais commandée par Jon Snow, et des Maisons nobles vassales des Stark. Il envoie à cette dernière fin son homme de confiance, Davos Mervault, à Blancport, fief des Manderly. Sitôt arrivé à Blancport, Davos est emprisonné sur l'ordre de Lord Manderly. Celui-ci feint de faire exécuter Davos pour que les Lannister relâchent son héritier et il charge ensuite secrètement l'ancien contrebandier de retrouver Rickon Stark. Stannis et Mélisandre font brûler Mance Rayder sur le bûcher puis, sur le conseil de Jon Snow, Stannis part rallier à sa cause des clans montagnards restés fidèles aux Stark, alors que Mélisandre reste à Châteaunoir. Avec le soutien des clans, Stannis s'empare de Motte-la-Forêt et capture Asha Greyjoy. Mais les Lannister ont nommé Roose Bolton gouverneur du nord alors que les Fer-nés de la Maison Greyjoy occupent toujours Moat Cailin. D'autre part, Ramsay Bolton, le fils de Roose, a capturé Theon Greyjoy et l'a soumis à un cruel traitement : Theon est sévèrement mutilé et sa santé mentale est compromise. Ramsay le libère du cachot pour qu'il pousse les Fers-nés qui tiennent encore Moat Cailin à se rendre. Theon s'acquitte de cette tâche, ce qui permet à l'armée de Roose Bolton de regagner le Nord en toute sécurité. Roose emmène avec lui Jeyne Poole, une ancienne demoiselle de compagnie de Sansa Stark, et il la fait passer pour Arya Stark afin de la marier à Ramsay pour assurer sa légitimité.
Bran Stark, guidé par le mystérieux Mains-Froides, part trouver la « corneille à trois yeux » au-delà du Mur. Traqués par les Autres, Bran et ses compagnons sont sauvés par des « Enfants de la forêt » et conduits auprès de la corneille à trois yeux, un ancien commandant de la Garde de Nuit nommé Brynden Rivers. Bran apprend auprès de lui à développer ses pouvoirs et notamment à voir à travers les yeux des barrals. Sur le Mur, Jon Snow permet aux Sauvageons qui se sont soumis de passer au sud du Mur et même, pour ceux qui le souhaitent, de s'engager dans la Garde de Nuit, décision qui provoque le mécontentement de certains de ses subordonnés. Mélisandre prévient Jon Snow des dangers qui le guettent mais Jon ne lui fait pas confiance. Elle lui dévoile alors qu'Arya est en grave danger et que Mance Rayder est en fait toujours en vie car elle avait échangé son apparence avec celle de Clinquefrac, un de ses lieutenants. Avec l'accord de Jon, Mélisandre envoie Mance Rayder et des piqueuses sauvageonnes à Winterfell, où doit être célébré le mariage d'Arya et de Ramsay Bolton, afin que Mance l'aide à s'échapper. Alors que des tempêtes de neige s'abattent sur le Nord, immobilisant l'armée de Stannis qui marche elle aussi sur Winterfell, le mariage entre Ramsay et la fausse Arya est célébré. Avec l'aide de Theon, Mance et ses piqueuses libèrent Jeyne, reconnue par Theon, mais seuls Theon et Jeyne parviennent à quitter Winterfell. Tous deux finissent par être recueillis par l'armée de Stannis, où Asha est déjà prisonnière. Roose Bolton, inquiet des dissensions au sein de son armée, décide d'en finir avec Stannis et de lui livrer un combat décisif. Sur le Mur, Jon Snow fait la paix avec les derniers Sauvageons insoumis dans le but de faire cause commune contre les Autres. Il reçoit ensuite une lettre de menace de Ramsay Bolton et décide d'aller l'affronter avec une armée de Sauvageons. Mais certains de ses frères de la Garde de Nuit, mécontents de voir la Garde prendre parti, le poignardent à plusieurs reprises.
Pendant ce temps, sur le continent oriental, Tyrion Lannister, en fuite après son évasion et le meurtre de son père, est accueilli à son arrivée à Pentos par Illyrio Mopatis, complice de Varys, qui le charge d'aller trouver Daenerys Targaryen. Tyrion part donc pour Meereen, où Daenerys a établi ses quartiers, avec quelques compagnons de route et devine rapidement que certains d'entre eux cachent leur véritable identité : le mercenaire surnommé Griff est en fait Lord Jon Connington, un ancien ami de Rhaegar Targaryen, et le jeune homme qu'il fait passer pour son fils est Aegon Targaryen, fils de Rhaegar qui passait pour mort. Alors qu'ils approchent de Volantis, Tyrion est reconnu et enlevé par Jorah Mormont. Jorah compte livrer Tyrion à Daenerys pour regagner ses faveurs et embarque pour Meereen avec le nain et une naine nommée Sol (qui était présente au mariage de Joffrey Baratheon). Mais leur navire est capturé par des esclavagistes de Yunkaï. Tyrion, Jorah et Sol sont vendus comme esclaves et forcés de s'exhiber dans un spectacle de joutes afin de distraire les seigneurs Yunkaï qui campent devant Meereen. Tyrion profite ensuite d'une épidémie dans le camp pour s'échapper avec Jorah et Sol et conclut un accord avec la compagnie mercenaire des Puïnés.
À la suite de la disparition de Tyrion, Connington, atteint d'une maladie incurable, décide de changer ses plans. Il dévoile l'identité d'Aegon aux chefs de la Compagnie Dorée, la plus puissante des compagnies de mercenaires, et qui est constituée majoritairement d'exilés de Westeros. Enthousiastes, ceux-ci acceptent son plan de débarquement à Westeros. Pendant ce temps, à Braavos, Arya Stark poursuit son entraînement au temple du Dieu Multiface. Elle est privée temporairement de sa vue afin de développer ses autres sens puis elle accomplit sa première mission et devient acolyte du temple. 
À Meereen, Daenerys tente de maintenir la paix mais les assassinats d'anciens esclaves de la cité se multiplient sans que les responsables ne puissent être identifiés. De plus, ses trois dragons deviennent de plus en plus sauvages et elle est contrainte de les faire enfermer mais Drogon réussit à s'échapper et disparaît dans la nature. Menacée de guerre par une alliance entre Yunkaï, Qarth et Volantis, Daenerys accepte de se marier avec le noble meereenien Hizdahr zo Loraq, qui lui promet en échange de rétablir la paix intérieure et extérieure. Quentyn Martell arrive à Meereen pour proposer le mariage à Daenerys mais il est trop tard et celle-ci s'unit avec Hizdahr. Les arènes de combat sont rouvertes et Drogon fait sa réapparition lors de leur inauguration. Le dragon tue plusieurs personnes avant que Daenerys ne l'enfourche et s'envole sur son dos. Après la disparition de Daenerys, Barristan Selmy découvre que Hizdahr voulait empoisonner sa suzeraine et prévoyait de rétablir l'esclavage et de tuer les deux dragons prisonniers. Barristan et les partisans loyaux à Daenerys capturent Hizdahr et se préparent à la bataille contre l'armée de Yunkaï et les compagnies mercenaires qui campent devant la cité. Quentyn Martell est très gravement brûlé en voulant voler l'un des deux dragons et meurt de ses blessures. Les dragons, Visarion et Rhaegal, s'échappent, semant la désolation à Meereen. Pendant ce temps, Victarion Greyjoy arrive dans la Baie des serfs avec la moitié de sa flotte initiale et s'apprête à fondre sur Yunkaï. Quant à Daenerys, elle est emportée par Drogon dans les plaines dothrakies et finit par rencontrer le khalasar de Khal Jhaqo.
Dans le sud de Westeros, Jaime Lannister soumet le dernier vassal des Tully et s'apprête à rentrer à Port-Réal quand Brienne de Torth vient le trouver. Elle lui apprend que Sandor Clegane tient Sansa Stark et tous deux partent seuls à sa recherche. La Compagnie Dorée débarque à Westeros et s'empare facilement du château ancestral de Jon Connington. Son prochain objectif est désormais de s'emparer d'Accalmie. À Dorne, Doran Martell envoie sa fille Arianne approcher Connington. Il envoie également Nymeria et Tyerne, deux des bâtardes de son défunt frère, à la capitale, l'une pour prendre sa place au Conseil royal et l'autre pour infiltrer l'église. Cersei Lannister, emprisonnée par le Grand Septon, confesse son adultère pour être libérée. Elle est condamnée à marcher nue à travers la ville sous les quolibets de la population. En prévision de son futur procès, elle fait entrer dans la Garde royale un chevalier gigantesque nommé Robert Strong, qui n'enlève jamais son heaume et que Kevan Lannister, nouveau régent du royaume, suspecte d'être Gregor Clegane, ramené de la mort par la magie noire de Qyburn. Kevan tente de gouverner de concert avec les Tyrell mais, lors de l'épilogue, il est tué, ainsi que Mestre Pycelle, par Varys qui veut provoquer une vendetta entre Lannister et Tyrell car il souhaite qu'Aegon récupère le trône de fer.

## Personnages principaux
L'une des particularités du roman est la façon dont sont structurés les chapitres, en effet, chaque chapitre du roman est raconté selon le point de vue à la troisième personne des personnages principaux (nommés personnages PoV). Le prologue et l'épilogue suivent chacun le point de vue d'un personnage secondaire qui n'apparaît plus par la suite, le plus souvent parce qu'il trouve la mort à la fin.
Voici la liste des personnages PoV de ce cinquième tome :
- Jon Snow, Lord Commandant de la Garde de Nuit (13 chapitres) ;
- Tyrion Lannister, fugitif en quête de Daenerys (12 chapitres) ;
- Daenerys Targaryen, héritière de la Maison Targaryen (10 chapitres) ;
- Theon Greyjoy, prisonnier des Bolton (7 chapitres), sous les pseudonymes Schlingue, Le Prince de Winterfell, Le Tourne-casaque, Un fantôme à Winterfell ;
- Davos Mervault, Main du Roi Stannis Baratheon (4 chapitres) ;
- Quentyn Martell, fils de Doran Martell (4 chapitres), sous les pseudonymes Le Domestique du marchand, Les-Erre-au-Vent, Le Prétendant éconduit et Le Dompteur de dragons ;
- Barristan Selmy, commandant de la garde de Daenerys Targaryen (4 chapitres), sous les pseudonymes Le Garde de la reine, Le Chevalier écarté, Le Briseur de roi, et La Main de la reine ;
- Bran Stark, fils d'Eddard Stark (3 chapitres) ;
- Asha Greyjoy, fille de Balon Greyjoy (3 chapitres), sous les pseudonymes L'Épouse rebelle, La Prise du roi, et Le Sacrifice ;
- Arya Stark, fille d'Eddard Stark (2 chapitres), sous les pseudonymes La Petite Aveugle, et La Laideronne ;
- Victarion Greyjoy, capitaine de la Flotte de fer (2 chapitres), sous le pseudonyme Le Prétendant de fer ;
- Cersei Lannister, reine régente des Sept Couronnes (2 chapitres) ;
- Jon Connington, ancien ami de Rhaegar Targaryen en exil (2 chapitres), sous les pseudonymes Le Lord perdu, et Le Griffon ressuscité ;
- Mélisandre, conseillère de Stannis Baratheon (1 chapitre) ;
- Jaime Lannister, Lord Commandant de la Garde royale (1 chapitre) ;
- Areo Hotah, capitaine des gardes du prince Doran Martell (1 chapitre), sous le pseudonyme L'Observateur ;
- Kevan Lannister, frère de Tywin Lannister (épilogue).

## Accueil et distinctions
A Dance with Dragons est entré directement à la 1re place de la New York Times Best Seller list le 31 juillet 2011 et est resté 86 semaines dans ce classement sur une période de plus de deux ans, y entrant et en ressortant régulièrement. Le Publishers Weekly le classe à la 4e place des meilleures ventes de romans aux États-Unis en 2011.
En 2012, A Dance with Dragons a reçu le prix Locus du meilleur roman de fantasy et a été nommé au prix Hugo du meilleur roman ainsi qu'au prix World Fantasy du meilleur roman.